# Wiązanie narciarskie

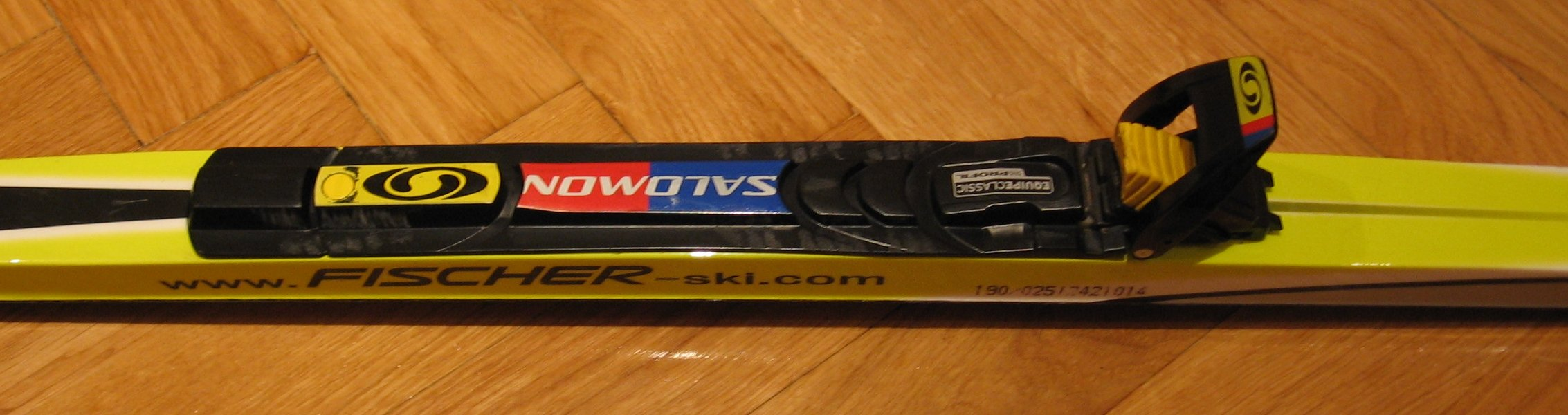
Wiązanie biegowe typu SNS Profil firmy Salomon

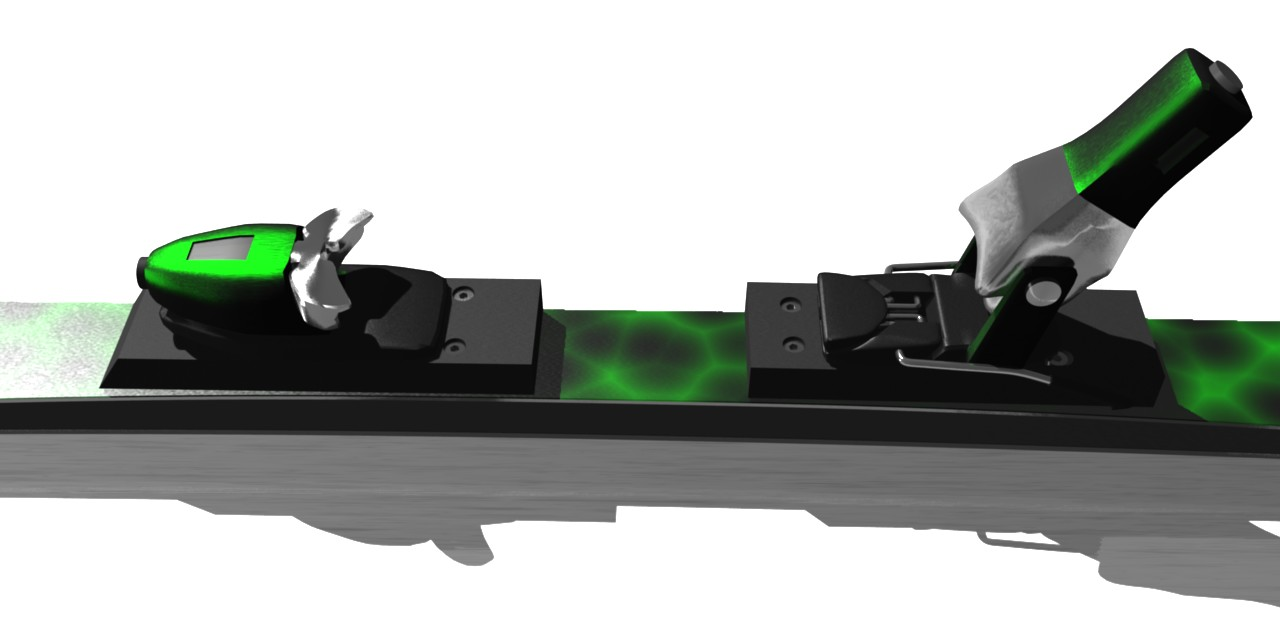
Wiązanie zjazdowe

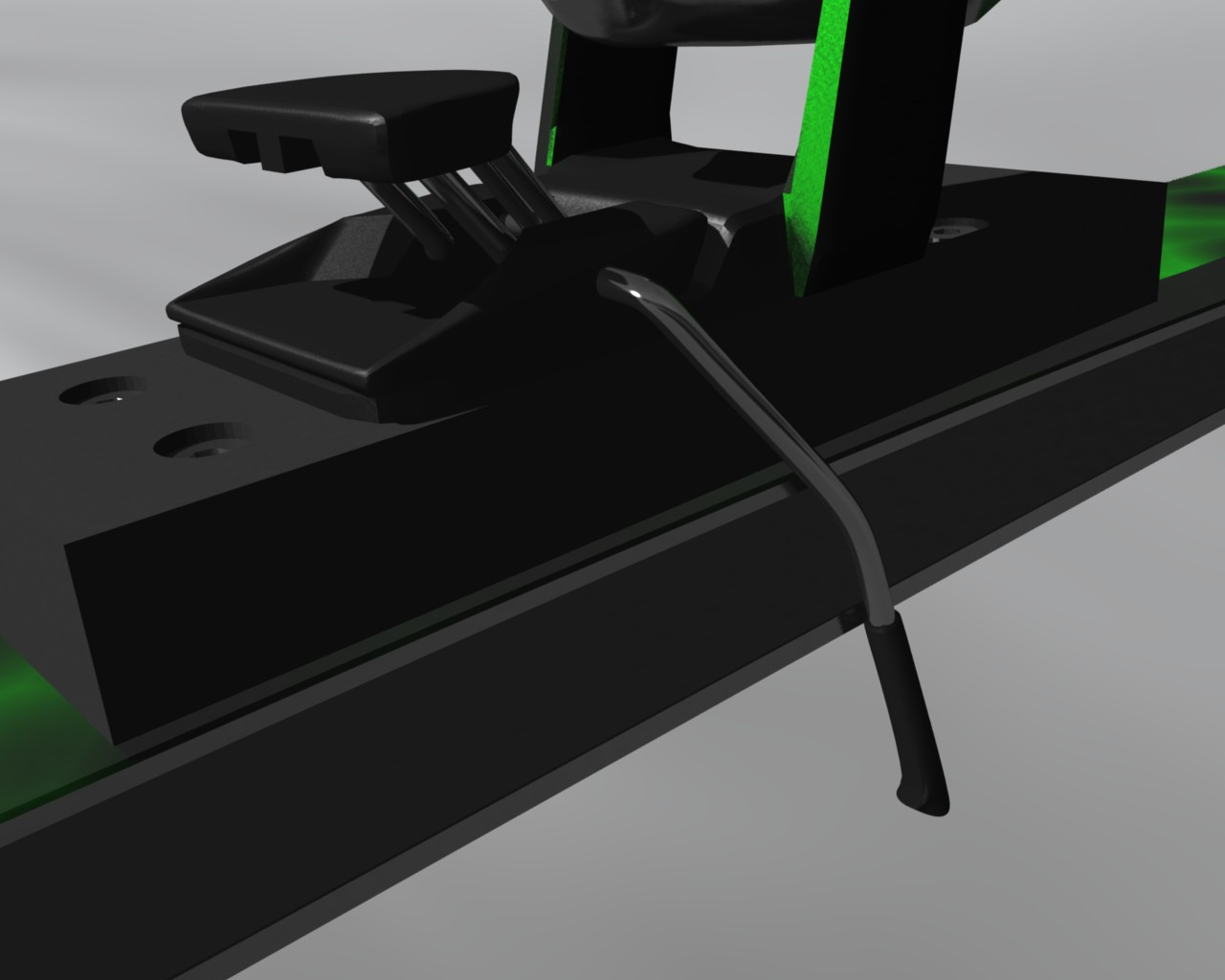
Skistoper w pozycji otwartej

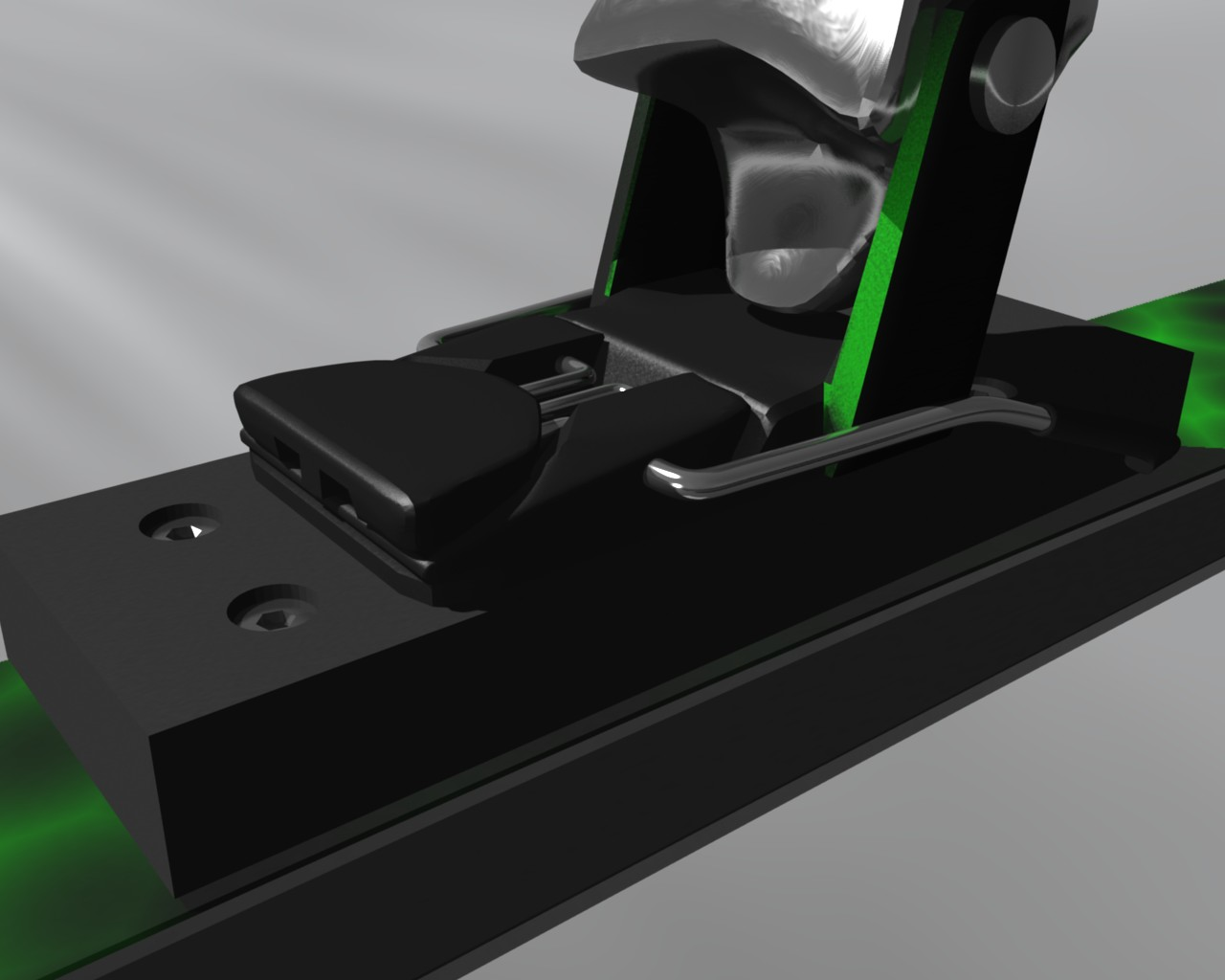
Skistoper w pozycji zamkniętej

Wiązanie narciarskie – element wyposażenia nart, służący do przypięcia do nich buta narciarskiego. Jest to jedna z części sprzętu narciarskiego, obok nart, kijków i butów. Wiązanie składa się z dwóch części: przedniej, przytrzymującego czubek buta, oraz tylnej wiążącej do nart piętę.
Wiązanie odpowiada za przypięcie nart do nóg narciarza. Jego zadaniem jest również zabezpieczenie przed urazem w razie upadku osoby jadącej na nartach. Wiązanie posiada mechanizm bezpieczeństwa, który w momencie powstania zbyt dużej siły odczepia but narciarski a tym samym uwalnia nogę narciarza.
We współczesnym narciarstwie spotyka się kilka rodzajów wiązań, które różnią się między sobą przeznaczeniem, konstrukcją i zasadą działania, i stosowane są w różnych dyscyplinach sportów zimowych.
Ze względu na przeznaczenie można wyróżnić następujące wiązania narciarskie:
- biegowe (tylna cześć buta nie jest przytwierdzana)
- zjazdowe
- przeznaczone do skoków na nartach
- turystyczne (tak zwane touringowe)

Część z powyższych typów wiązań blokuje but w stałej pozycji względem narty, a część z nich pozwala na uniesienie pięty, co daje narciarzowi większą swobodę ruchów.
Mechanizm bezpieczeństwa stosowany w wiązaniach jest zwykle oparty na działaniu regulowanej sprężyny, która przy odpowiednio dużej sile odkształca się uwalniając but narciarski. Istnieje wiele rozwiązań technicznych tego urządzenia. Niektóre modele posiadają obrotową część przednią i tylną, które w niebezpiecznych sytuacjach obracają się na bok uwalniając but, inne działają w kierunku pionowym, odczepiając but poprzez zwolnienie zaczepu do góry.
Zwykle wiązanie narciarskie posiada również mechanizm zwany ski-stop (patrz obrazki obok), zabezpieczający odczepioną nartę przed samoczynnym zjazdem w dół stoku. Są to najczęściej widełki ułożone wzdłuż narty po wpięciu buta do wiązania, które w przypadku odczepienia się narciarza, odwracane są sprężyną prostopadle do narty i powodują jej wyhamowanie.